# Jesper Samuelsson
Jesper Samuelsson (* 13. Juni 1988 in Norrköping) ist ein schwedischer Eishockeystürmer, der seit 2010 beim HC Vita Hästen in der Division 1 unter Vertrag steht.

## Karriere
Jesper Samuelsson begann seine Karriere bei den Junioren vom HC Vita Hästen. Während der Saison 2004/05 kam er erstmals als 16-Jähriger bei der Seniorenmannschaft aus der drittklassigen Division 1 zum Einsatz und gehörte ab der folgenden Spielzeit zu deren Stammformation. Er hatte eine erste gute Saison mit 19 Punkten in 36 Spielen und belegte mit der Mannschaft den dritten Platz.
2006/07 gelang ihm schließlich der endgültige Durchbruch und er steigerte sich auf 15 Tore und 29 Assists, womit er zweitbester Scorer seines Teams war und alle Jungprofis der Division 1 D anführte. Eine weitere Steigerung erreichte er gleich in der folgenden Saison, als er mit 46 Punkten aus 26 Spielen Topscorer der Division 1 D war und führte Vita Hästen somit auf den ersten Platz der Division, woraufhin die Mannschaft in die Aufstiegszwischenrunde einzog, dort aber mit dem vierten Rang die Qualifikation für die Playoffs verpasste.
Nachdem Samuelsson bereits für zwei NHL Entry Drafts verfügbar war, wurde er schließlich im NHL Entry Draft 2008 in der siebten Runde mit dem 211. und somit letzten Wahlrecht von den Detroit Red Wings ausgewählt. Aber auch in seinem Heimatland war man auf ihn aufmerksam geworden und so verpflichtete ihn Timrå IK aus der höchsten schwedischen Spielklasse, der Elitserien, wo er bis 2010 spielte. Zur Saison 2010/11 kehrte er zum HC Vita Hästen aus der Division 1 zurück.
Jesper Samuelsson verfügt über einen guten Instinkt für das Spiel und kann Mitspieler durch seine Vorlagen in Szene setzen, muss sein Können aber noch in einer hochklassigen Liga beweisen. Zudem muss er an seiner Physis arbeiten, um gegen größere Spieler zu bestehen.

## Erfolge und Auszeichnungen
- 2008 Topscorer der schwedischen Division 1 D

## Karrierestatistik
(Legende zur Spielerstatistik: Sp oder GP = absolvierte Spiele; T oder G = erzielte Tore; V oder A = erzielte Assists; Pkt oder Pts = erzielte Scorerpunkte; SM oder PIM = erhaltene Strafminuten; +/− = Plus/Minus-Bilanz; PP = erzielte Überzahltore; SH = erzielte Unterzahltore; GW = erzielte Siegtore; 1 Play-downs/Relegation; Kursiv: Statistik nicht vollständig)